# Leontine van der Lienden
Leontine Catharina van der Lienden (nascida em 4 de abril de 1959) é uma ex-ciclista holandesa. Disputou os Jogos Olímpicos de Los Angeles 1984, onde terminou na vigésima oitava posição na prova de estrada feminina.